# Benny Borg
Artie Benny Borg (Göteborg, 13 novembre 1945) è un cantante svedese che vive e opera in Norvegia dal 1969.
Ha rappresentato la Norvegia all'Eurovision Song Contest 1972 con il brano Småting, in duetto con Grethe Kausland.

## Biografia
Benny Borg si è fatto conoscere andando in tournée con vari gruppi svedesi nel corso degli anni '60, fino ad approdare in Norvegia insieme ai Nilsmen su invito di Arne Bendiksen nel 1968. Da allora ha concentrato qui la sua carriera, sposando la nota cantante norvegese Kirsti Sparboe dal 1972 al 1978 e realizzando insieme a lei vari dischi.
Nel 1972 Benny Borg ha partecipato al Melodi Grand Prix, il programma di selezione del rappresentante norvegese all'Eurovision Song Contest, dove è stato incoronato vincitore con il suo duetto con Grethe Kausland, Småting. I due hanno partecipato alla finale eurovisiva a Edimburgo, piazzandosi al 14º posto su 18 partecipanti con 73 punti totalizzati.
Alla fine dello stesso anno il cantante ha pubblicato Balladen om Morgan Kane, che ha raggiunto la 2ª posizione della classifica norvegese rimanendo in top ten per diciannove settimane. Altro suo successo commerciale è stato Legenden om Metzgar, che ha raggiunto il 5º posto in classifica alla fine del 1973. Nello stesso anno ha vinto uno Spellemannprisen, il principale riconoscimento musicale norvegese, per l'artista maschile dell'anno.

## Discografia

### Album
- 1973 – Kirsti og Benny (con Kirsti Sparboe)
- 1973 – Barnvisor för vuxna (con Kirsti Sparboe)
- 1974 – Mine låter på min måte
- 1974 – På verdens tak (con Kirsti Sparboe)
- 1975 – Mina låter på mitt sätt
- 1976 – Sammen med Kirsti & Benny (con Kirsti Sparboe)
- 1976 – Kirsti & Benny (con Kirsti Sparboe)
- 1976 – På go'fot (con Grethe Kausland e i Dizzie Tunes)
- 1978 – Tur - retur
- 1979 – The Nashville Collection
- 1980 – Benny Borg synger Elvis
- 1982 – Memories of Music (con Grethe Kausland e i Dizzie Tunes)
- 1990 – I dag
- 2016 – Den største reisen
- 2019 – En dag på jorden

### Album live
- 1991 – Go'biter - Live at Dizzie (con Grethe Kausland e i Dizzie Tunes)

### Raccolte
- 1973 – Benny Borgs beste
- 1977 – Benny Borg's beste

### Singoli
- 1965 – Little Tina/Curly Hair
- 1965 – Don't Break My Loneliness/The Springtime (con The Skyliners)
- 1965 – Long Lonely Nights/I Understand
- 1966 – What Have I Done (con la Lasse Wanderydz Orkester)
- 1966 – Don't You Think It's Time (con la Lasse Wanderydz Orkester)
- 1968 – Mein Herz hängt an Dir/Ein Sommertraum
- 1968 – Ting (con Kirsti Sparboe)
- 1968 – Var finns du/Anna-Greta (con i Nilsmen)
- 1968 – Solskenssång/Minns du den våren (con i Nilsmen)
- 1969 – När snön har pudrat rosen/Du är mitt hela liv
- 1969 – Goodbye, My Love, auf wiedersehn
- 1969 – En liten karamell/En liten flicka med röde naglar (con Kirsti Sparboe)
- 1969 – Raring/Rød var din mun
- 1970 – Nu är kärleken här/I vinden finns en sång
- 1970 – En lang og vindfull vei/Som en bro over virvelstrømmen
- 1970 – Laß das Weinen Sein/Mademoiselle cherie
- 1970 – Ruby/En åpen dør
- 1971 – Heia mamma/En dag fylt av lykke
- 1971 – Jag vet att sommar'n kommer/En liten sang en enda gang
- 1972 – Småting/Har du noengang (con Grethe Kausland)
- 1972 – Her ute på landet/Syng en sang om frihet
- 1972 – Balladen om Morgan Kane
- 1973 – Livets karusell (con Kirsti Sparboe)
- 1973 – Se der kommer Lisa Lind/La karin 17 år, vise veien
- 1973 – Legenden om Metzgar
- 1973 – Nyforlsket 70 år/Noe å lytte til
- 1974 – BK-sangen (con Kirsti Sparboe)
- 1975 – Lille julaftenvise/Et eventyr (con Anita Hegerland)
- 1975 – Se dej om i världen
- 1975 – En enkel sang
- 1975 – Vår sommarmelodi/Gunnar Svenssons sista dag
- 1976 – Solen på kreta (con Kirsti Sparboe)
- 1977 – El sordo
- 1977 – Klyster d'amour (con Øystein Sunde)
- 1978 – Et kvarter over sju
- 1983 – Rosen og gresset
- 2003 – God jul (con Kari-Ann Grønsund)
- 2015 – God morgen, min kjære
- 2017 – Sting for sting
- 2018 – En dag på jorden